# Rio de San Provolo

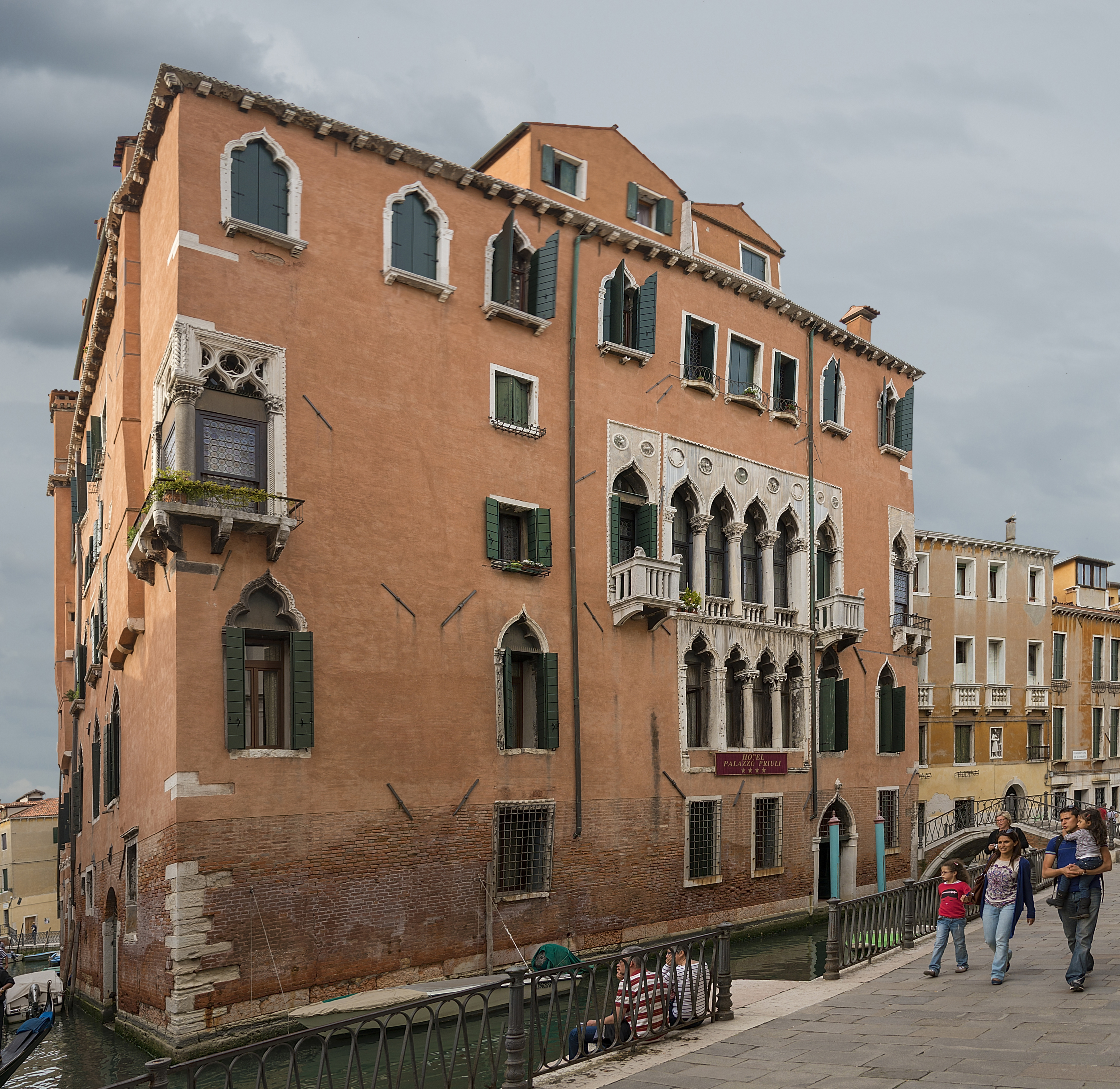
Palais Priuli all'Osmarin

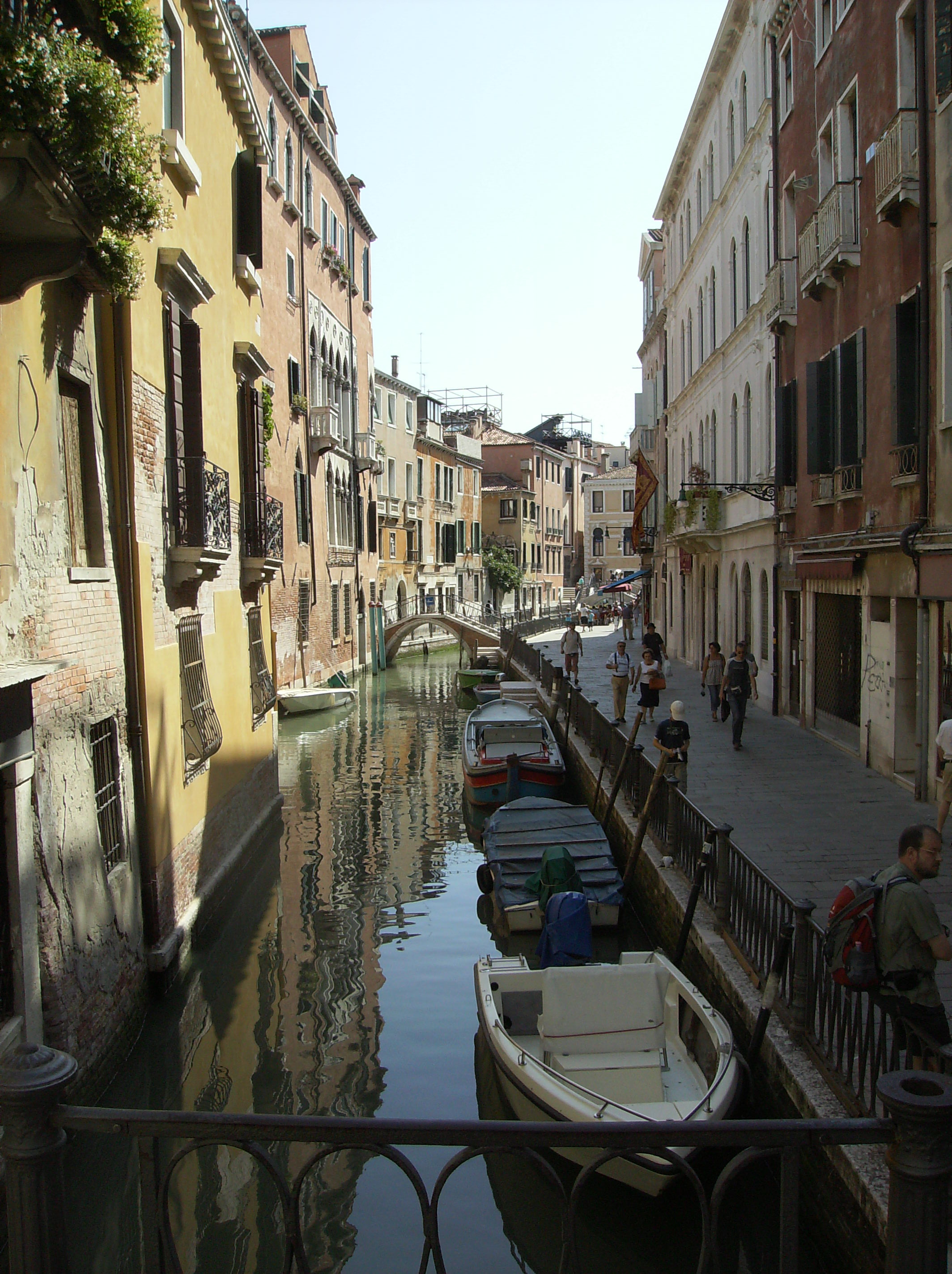
Fondamente dell'Osmarin

Le rio di (ou de ) San Provolo (canal de Saint-Procule), parfois appelé rio dell'Osmarin est un canal de Venise dans le sestiere de Castello. 

## Origine
Le nom provient de l'ancienne église San Proculo (vulg. San Provolo), fermée en 1808.

Osmarin signifie en vénitien rosaire, mais il est généralement supposé qu'il s'agit ici d'un nom de famille.

## Description
Le rio di San Provolo a une longueur d'environ 120 mètres. Il part du rio dei Greci vers l'ouest pour faire le lien avec le rio del Vin.

## Situation
- Ce rio longe le Fondamenta dell'Osmarin, qui lui confère son deuxième nom ;
- Au coin du rio di San Severo, il longe le palais Priuli a San Severo, près du ponte del Diavolo.
- Il rencontre le rio San Zaninovo sur son flanc nord.

## Ponts
Ce rio est traversé par divers ponts, d'est en ouest : 

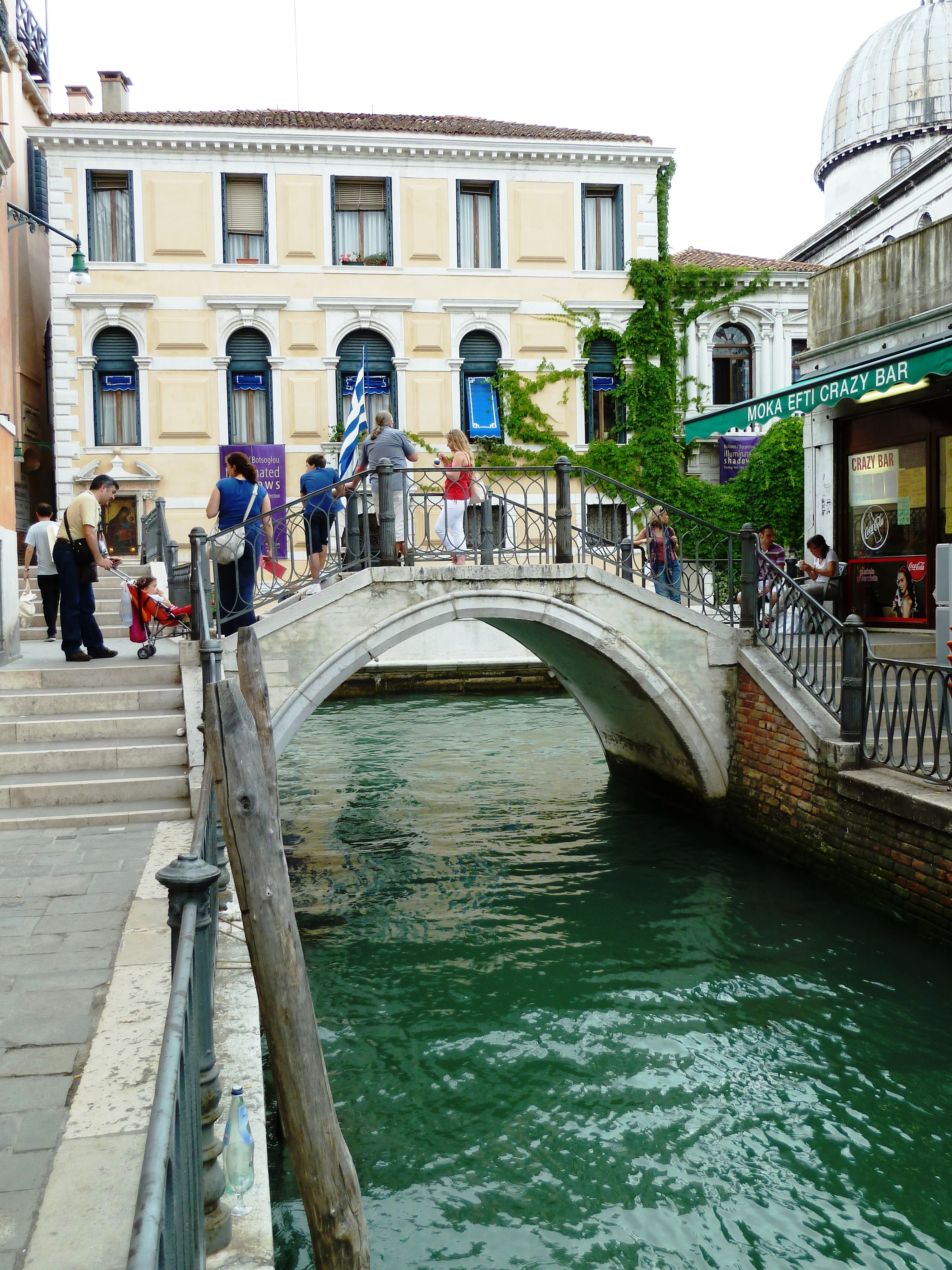
le Ponte de l'Osmarin à son embouchure dans le rio dei Greci
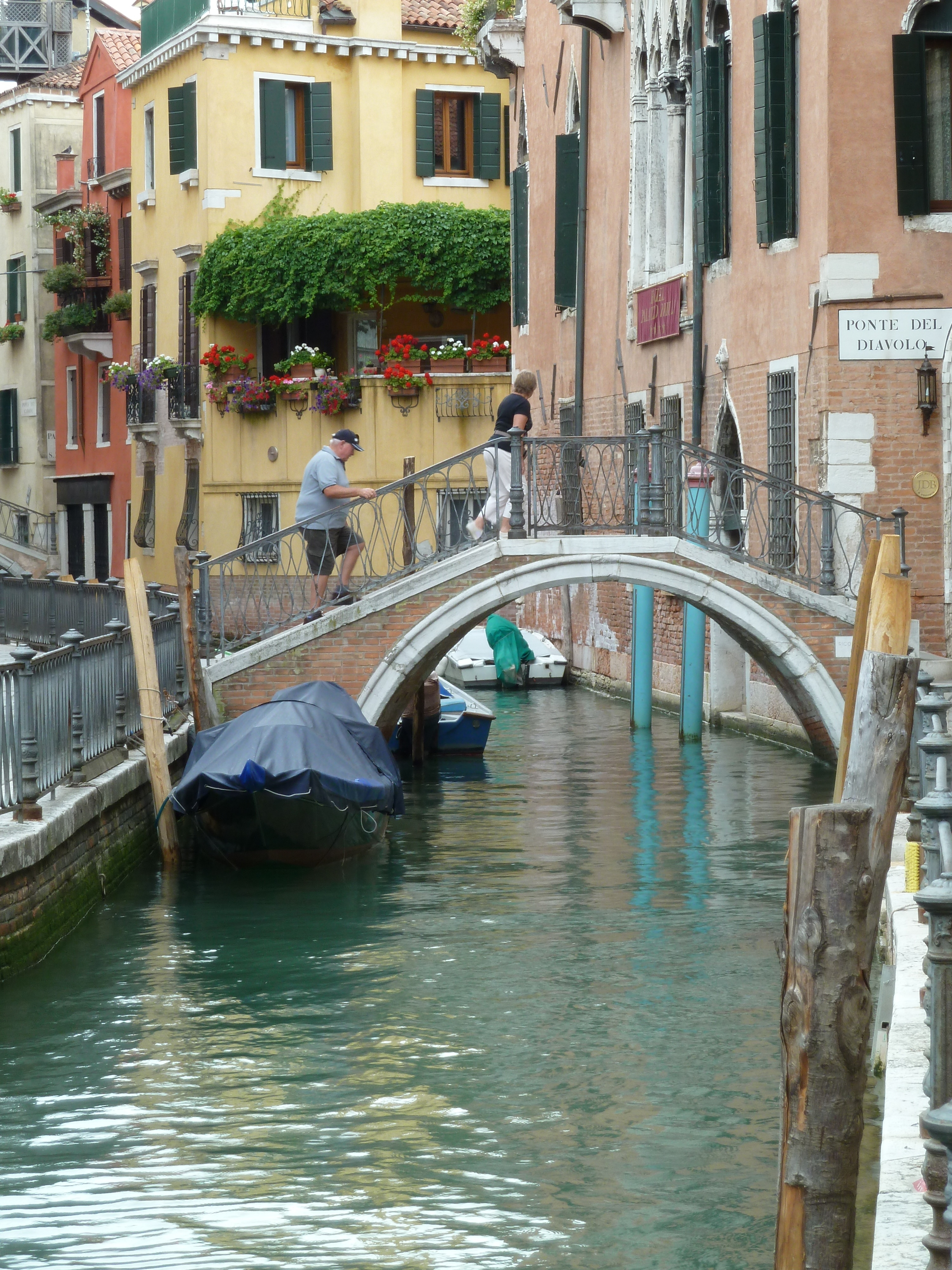
le Ponte del Diavolo reliant la calle du même nom au Fondamenta de l'Osmarin
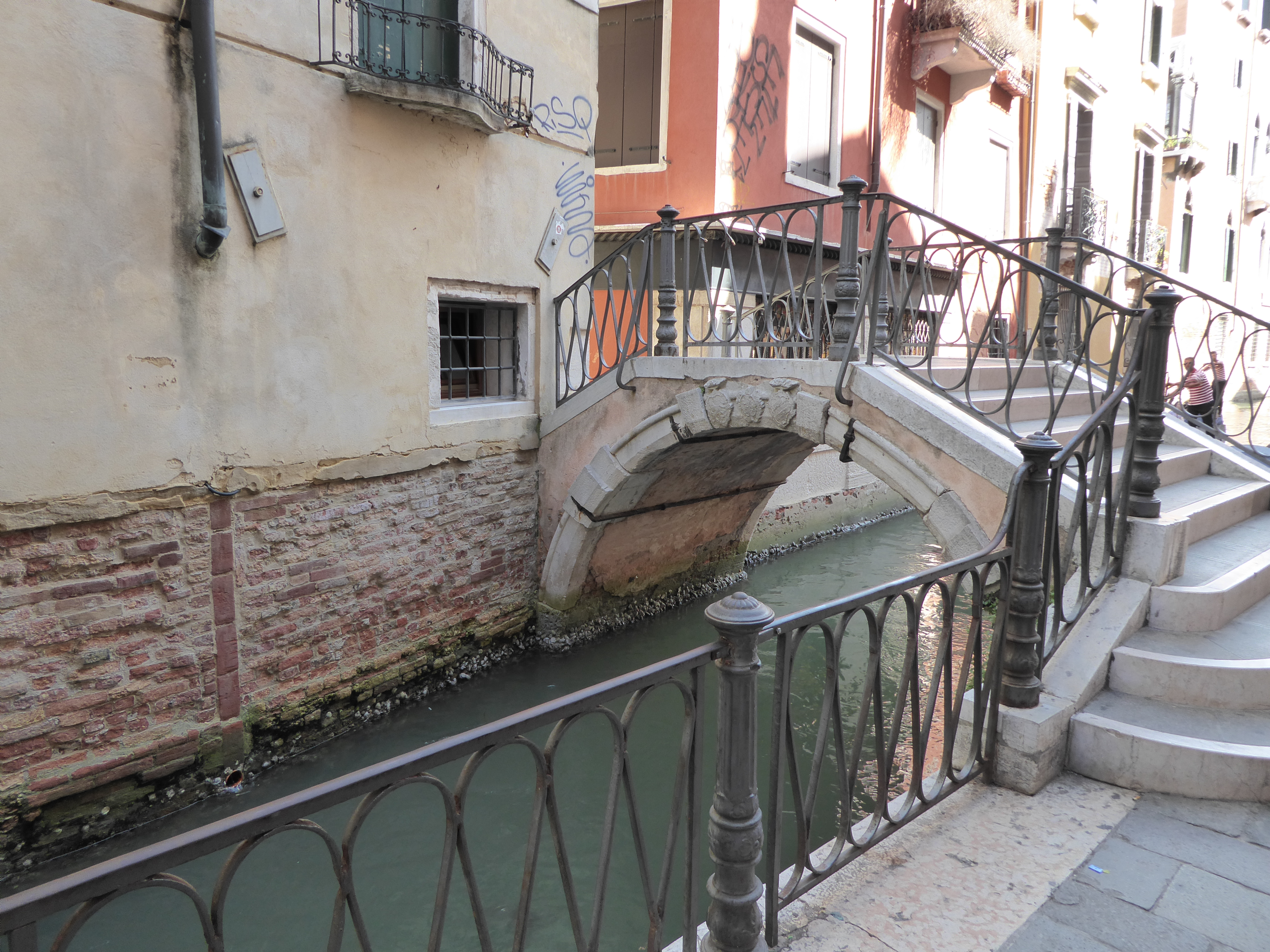
le Ponte dei Carmini reliant le Sotoportego e calle Rota au Calle San Provolo. Anciennement ce pont fut appelé ponte della Madonna del Carmini, d'après un petit autel proche, frappé par la foudre en 1756